# Nectandra paucinervia
Nectandra paucinervia là loài thực vật có hoa trong họ Nguyệt quế. Loài này được Coe-Teix. miêu tả khoa học đầu tiên năm 1975.